# Gereformeerd Weeshuis (Schoonhoven)
Het Gereformeerd Weeshuis is een voormalig 19e-eeuws weeshuis in de stad Schoonhoven, in de Nederlandse provincie Zuid-Holland. 

## Geschiedenis
Al in de 14e eeuw wordt melding gemaakt van een 'weeskamer' in Schoonhoven, belast met de zorg voor wezen. Een eigen weeshuis kende men destijds nog niet. Wezen werden ondergebracht bij particuliere pleeggezinnen. Oud-burgemeester Barend van Hoeff liet bij zijn overlijden in 1576 de helft van zijn bezittingen na aan de armen in de stad. In die tijd waren de Nederlanden verwikkeld in de Tachtigjarige Oorlog. Schoonhoven had kort voor het overlijden van de katholieke Van Hoeff de kant van de opstand tegen de Spanjaarden gekozen. Bezittingen van katholieken werden geconfisqueerd en het stadsbestuur besloot geld dat hieruit voortkwam te besteden aan goede doelen. In 1581 werd mede dankzij deze nalatenschap een weeshuis gesticht in het onteigende klooster van Sint Agnes, op de hoek van de Koestraat en de Schapenstraat in de stad. De bewoners bestonden bij de opening uit een binnenvader en -moeder en negen wezen. In latere jaren liep dat soms op tot ca. 30 wezen. Voor het bestuur van het weeshuis werden regenten en regentessen aangesteld, die behoorden tot de gegoede burgers. Tot 1607 verhuisde het weeshuis enkele malen, totdat in dat jaar in de Koestraat, tegenover de Grote of Bartholomeuskerk een huis, gebouwd in 1549, werd gekocht. Dit huis kreeg definitief de functie "weeshuis van Schoonhoven". Twee gevelstenen in de topgevel van dit huis herinneren aan de geschiedenis van het pand. Naast de steen met het jaartal was er ook een stichtingssteen met de tekst: 
DE HEER DIE WIL
GESLACHTEN VAN
HOEFF BEWAREN
WANT SII DOORSAECK
SIIN VAN DE WEES
KINDEREN VERGAREN
In 1705 werd op de zolderverdieping van het weeshuis een Gildekeurkamer ingericht, waar werd toegezien op het zilvergehalte van de werken van de Schoonhovense zilversmeden. Nieuwe gildeleden betaalden een toetredingsrecht, vanaf 1718 moest de helft daarvan aan het Weeshuis worden betaald voor het onderhoud van de Gildekeurkamer. In de negentiende eeuw kreeg het weeshuis een andere bestemming: van 1819 tot 1852 werd het gebouw gebruikt ten behoeve van de huisvesting van de zogenaamde stedelijke of algemene armen, die hun onderkomen in de gasthuiskerk waren kwijtgeraakt. Na 1852 kreeg het gebouw zijn bestemming als weeshuis weer terug.

## Het gebouw
In 1863 werd het weeshuis aan de Koestraat vervangen door een nieuw, blokvormig pand naar een ontwerp van C. Verhey. Het gebouw heeft twee evenwijdige schilddaken en een eclectische voorgevel met een middenrisaliet. Aan weerszijden van de risaliet zijn stichtingsstenen aangebracht. De ene vermeldt het toenmalige stichtingsbestuur (bestaande uit de regenten G. van Ewyk, N. Wilschut, penningmeester A. Graves Kooiman Jzn, C.L. van Willenswaard en secretaris W. Littel Willemzn, en regentessen M.C. van Ewyk-Greup, W.J. Littel-Kesler en M. Graves Kooiman-Maas v.d. Pouw) de andere de eerstesteenlegging:
In het jaar 1863 op den 12 maart werd van dit gebouw voor de gereformeerde weezen de eerste steen gelegd door den weleerw. zeergeleerden heer G.E.W. de Wys, predikant by de gereformeerde gemeente te Schoonhoven.
In de 20e eeuw werd het weeshuis opgeheven. De laatste wees vertrok in 1939. Het gebouw deed daarna onder andere dienst als Protestants Militair Tehuis. In 2017 werd het gebouw geschikt gemaakt voor bewoning in 15 of 16 appartementen door mensen met een indicatie in het kader van de Wet langdurige zorg (Wlz). Het pand is een erkend rijksmonument.